# 나다브 라피드
나다브 라피드(히브리어: נדב לפיד, 영어: Nadav Lapid, 1975년 4월 8일 ~ )는 이스라엘의 영화 감독, 영화 각본가이다. 2019년 영화 《시너님스》를 통해 베를린 영화제 황금곰상을 수상했다.

## 작품 목록
- 시너님스 (2019)
- 아헤드의 무릎 (2021)
- 예스! (2025)